# Grany
Grany est une marque de biscuits de LU, filiale du groupe Mondelēz International.
Riches en sucres rapides, les produits ont une valeur énergétique de 400 kilocalories pour 100 g. Un biscuit pèse environ 20,8 g. D'après Open Food Facts, leur note Nutri-Score varie entre C et E.

## Produits
- Grany Chocolat
- Grany Fraise Framboise
- Grany Pommes
- Grany Abricots
- Grany Noisettes
- Grany Choco Riz (céréales avec semelle de chocolat noir)
- Grany Noix de Coco et Chocolat
- Grany Figues
- Prince Choco Barre

- Gamme Grany Equilibre
  - Equilibre Chocolat au lait
  - Equilibre chocolat noir
  - Equilibre fruits rouges

- Gammes enrobées
  - Grany Maniac (enrobage chocolat noir)
  - Pepito barre (enrobage chocolat au lait)

### Nouveautés 2010
- Grany Chocolat noir et noix de pécan
- Grany Chocolat au lait et noisettes
- Grany Nougatine et chocolat noir
- Grany Chocolat blanc

## Lien Externe
- http://www.lu-france.fr/grany/index.htm